# Salticus scenicus

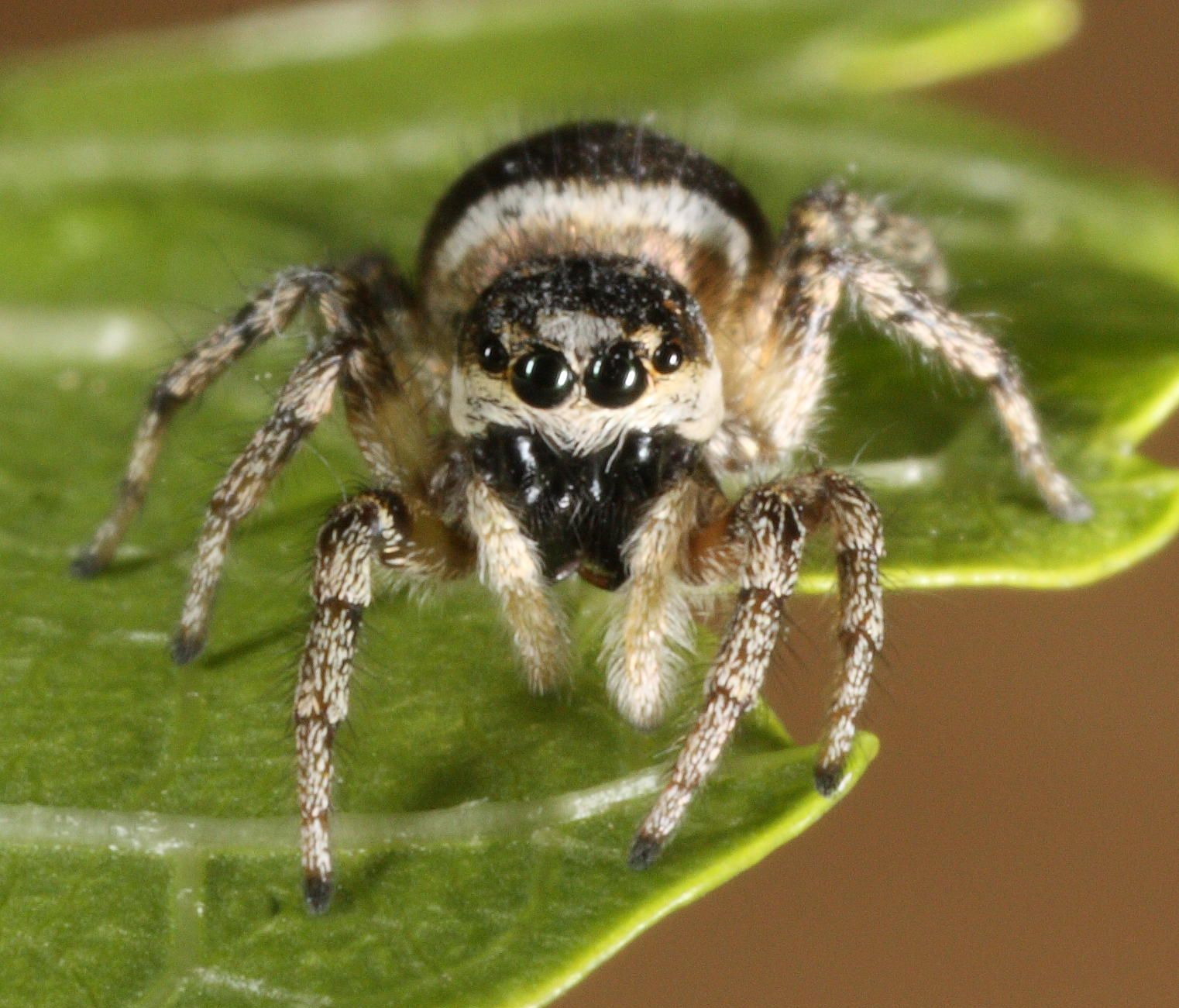
Vista frontal

Salticus scenicus és una aranya araneomorfa de la família Salticidae. Són petites, i no sobrepassant els 6 mil·límetres. Viu en superfícies assolellades. Els mascles tenen uns quelícers molt llargs. Les potes són curtes i fortes. El cos és de color negre amb algunes ratlles blanques.

## Sistemàtica
Sinònims:
- Araneus scenicus
- Aranea scenica
- Aranea albo-fasciata
- Aranea fulvata
- Attus candefactus
- Epiblemum faustum
- Attus scenicoides
- Calliethera histrionica
- Calliethera scenica
- Calliethera aulica
- Salticus albovittatus
- Attus niger
- Calithera alpina
- Callietherus histrionicus
- Epiblemum histrionicum
- Epiblemum scenicum
- Calliethera goberti
- Calliethera albovittata